# Marina Soliva Corominas
Marina Soliva Corominas (Tremp, 9 de junio de 1914 - El Masnou, 22 de octubre de 2006) fue una médica española, especializada en ginecología y obstetricia e investigadora en el campo de la farmacología y la citogenética.

## Biografía
Era hija de Ernesto Soliva Rosés y de Ramona Corominas Atmeller. Su infancia transcurrió entre continuos cambios de residencia por distintas poblaciones catalanas, donde su padre estuvo destinado como maestro de escuela rural. 

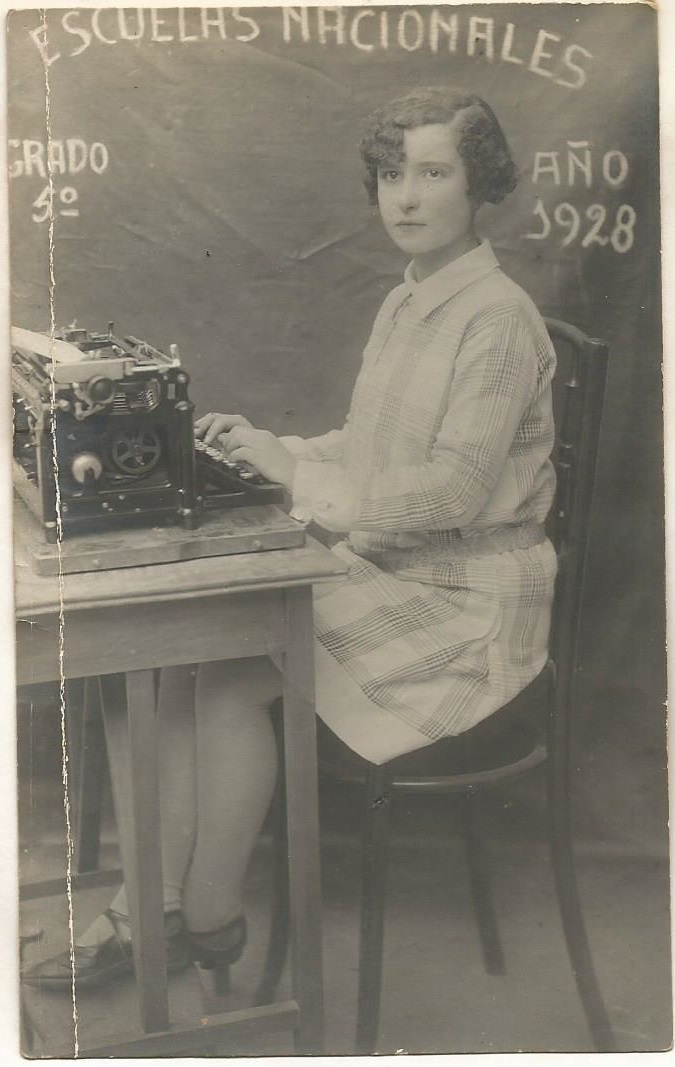
Marina Soliva alumna de 5º grado de la Escuela Graduada La Vila de Palamós en 1928

En 1934 se matriculó en la Facultad de Medicina de la Universidad de Barcelona. Durante la guerra civil, ejerció de maestra, fue nombrada “Auxiliar para la lucha contra el analfabetismo de la escuela de Palamós” por la Junta de Inspectores de primera enseñanza de la provincia de Gerona en 1937; posteriormente, debido a los frecuentes bombardeos que sufría el puerto de Palamós, le fue asignada la población de Ullastret. Finalizada la contienda civil, debido a la situación de postguerra con la depuración franquista en Cataluña, se ve obligada a continuar sus estudios en Zaragoza  donde se traslada en septiembre de 1940 como alumna interna por oposición en la Clínica Ginecológica de la Facultad de Medicina y Hospital Provincial de Zaragoza. En 1941 se licenció en Medicina, en la Universidad de Zaragoza como una de las cuatro únicas mujeres que se titularon en su promoción. En 1955 se casó con Lluís Mª Parés Rovira.
Fue miembro de la Academia de Ciencias Médicas de Cataluña y Baleares, de la Sociedad Española de Ginecología y Obstetricia, de la Asociación de Toco-ginecología (actual Sociedad Catalana de Obstetricia y Ginecología), de la Real Academia de Medicina de Barcelona (actual Real Academia de Medicina de Cataluña), de la Asociación Española de Genética Humana, de la Asociación Española de Ciencias Fisiológicas y formó parte del Casal de Médicos y del Colegio Oficial de Médicos de Barcelona.
En 2016 el Colegio de Médicos de Barcelona organizó una exposición para visibilizar la aportación histórica de las mujeres médicos ginecólogas con el nombre “La Medicina de las Mujeres. Ginecología Histórica en Cataluña”, en la que se destaca a la doctora Marina Soliva como una de las pocas ginecólogas en ejercicio en el siglo XX.

## Trayectoria

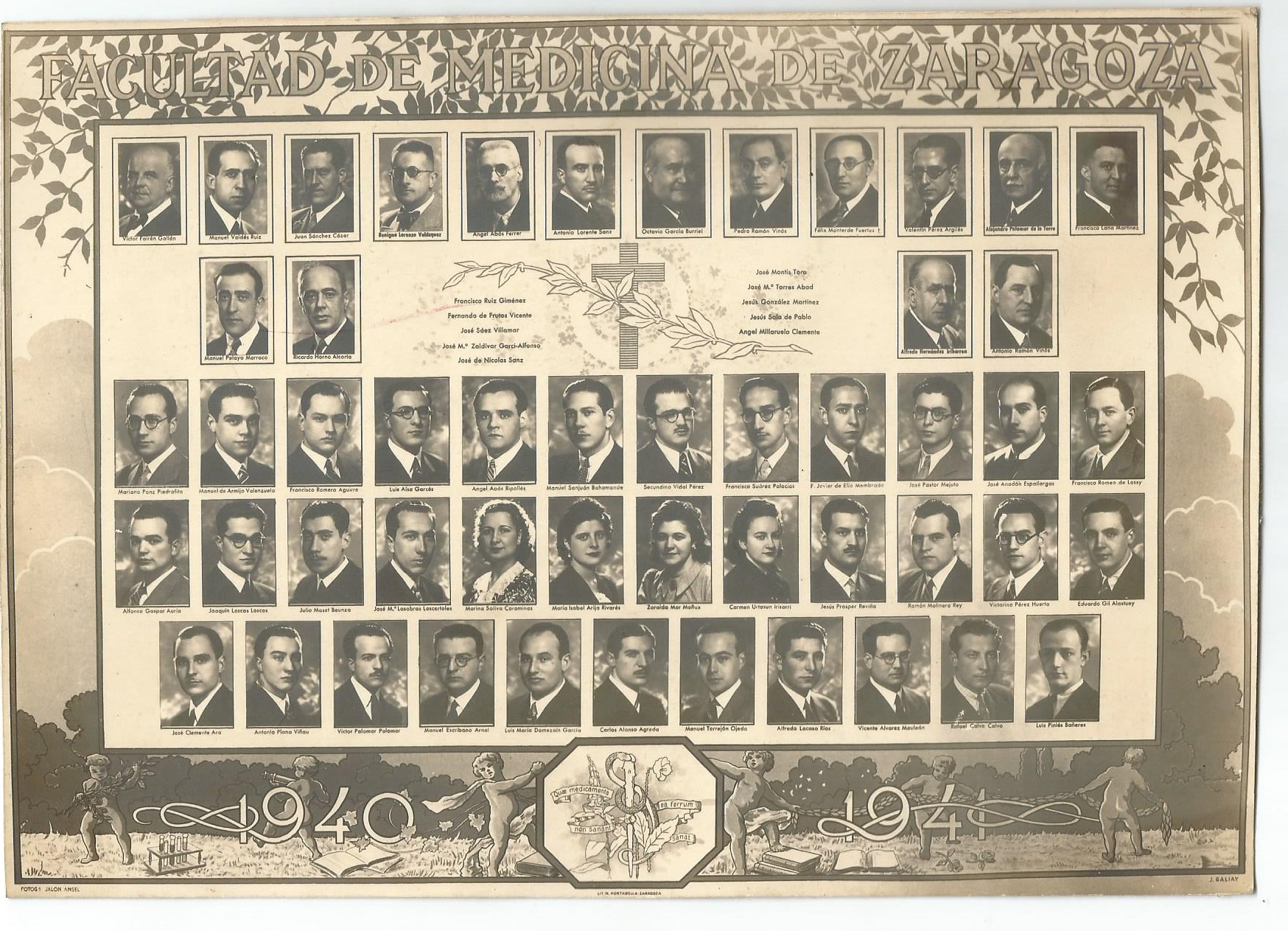
Orla Facultad de Medicina curso 1940-1941 Zaragoza

Una vez finalizada la II Guerra Mundial, viaja al extranjero para ampliar estudios. Ejerce de médico interno en la Frauenklinik de la Universidad de Heidelberg, en el equipo del ginecólogo Dr. Hans Runge. Volvió a Cataluña en 1952 para ejercer de médico toco-ginecólogo en Barcelona ciudad.
Participó en 1954 del Congreso Mundial de Mujeres Médicos. En 1956 se doctora en Medicina y Cirugía con la lectura de la tesis ‘’Estudio farmacológico sobre diversas especies de Rauwolfias’’, obtuvo la calificación de sobresaliente.[cita requerida] Ese mismo año ganó por concurso plaza de médico tocóloga en el Seguro Obligatorio de Enfermedad (SOE) con destino en Barcelona ciudad.

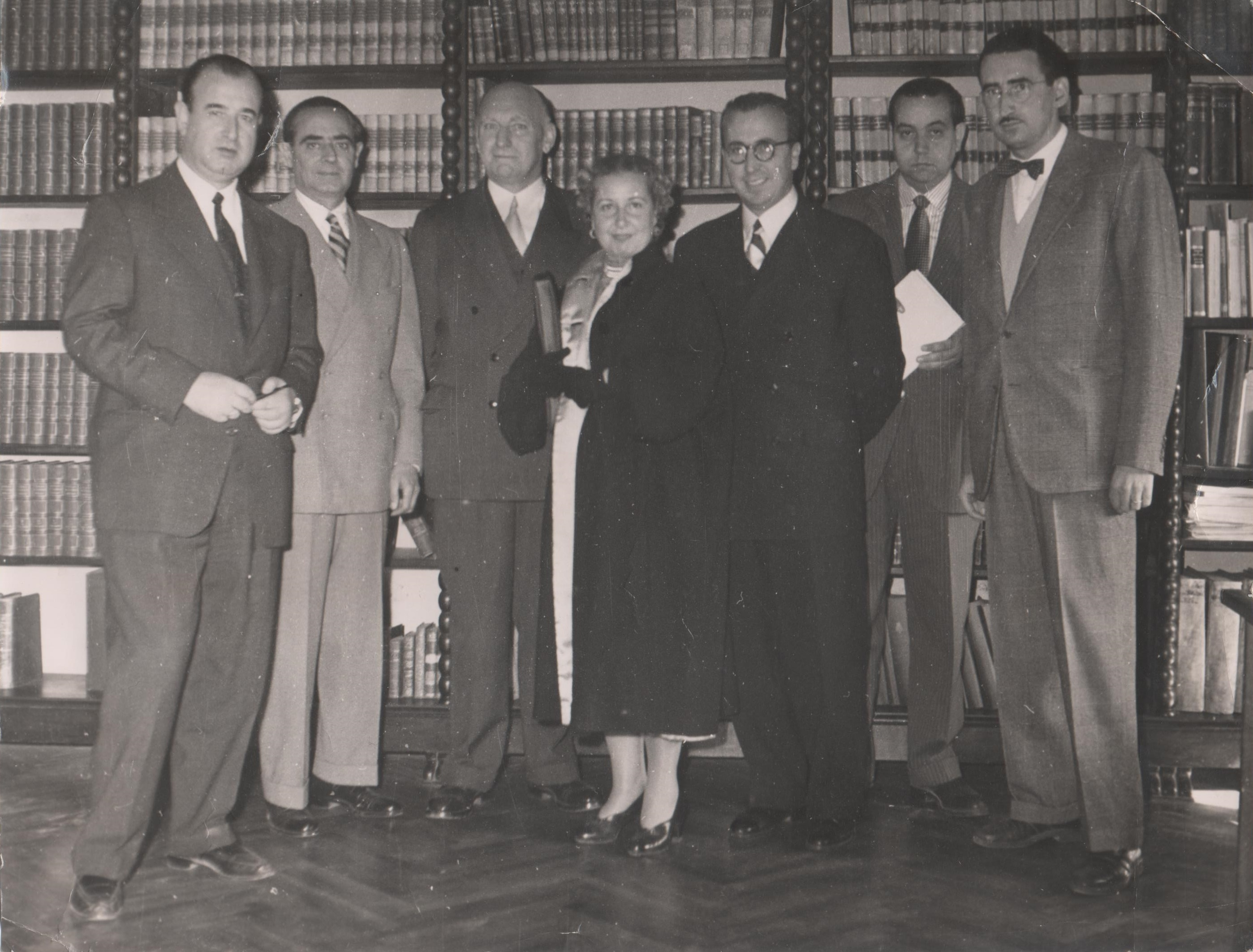
Marina Soliva celebrando su doctorado con Francisco García-Valdecasas, Josep Laporte y el equipo de médicos de la cátedra de Farmacología de la Facultad de Medicina de Barcelona en 1956

En 1956 publica su tesis doctoral ‘’Estudio farmacológico sobre diversas especies de Rauwolfias’’, de la que se hicieron tres ediciones en 1956, 1957 y 1959 por la editorial Frontis.

## Publicaciones
- Estudio sobre un caso de teratoblastoma de ovario. Revista Anales de la Academia, Clínica y Laboratorio, n.º enero, año 1943, ISSN 0210-7449
- Nuevos avances en la terapéutica ginecológica. Revista Medicina Clínica, n.º septiembre, año 1953, ISSN 0025-7753
- Acción sobre el seno carotídeo de las plantas medicinales y estudio comparativo de las mismas. Presentación año 1955
- Estudio farmacológico sobre diversas especies de Rauwolfias, tesis doctoral, Departamento Farmacología y Terapéutica, Universidad de Medicina de Barcelona, año 1956